# 12032 Ivory
12032 Ivory este o planetă minoră (asteroid) din centura de asteroizi. A fost descoperită pe 31 ianuarie 1997 la Prescott Observatory⁠(d) de Paul G. Comba⁠(d) și a fost numită după James Ivory. 
Obiectul prezintă o orbită caracterizată de o semiaxă mare de 2,3721955 UAi, o excentricitate de 0,18, o înclinație de 2,70249 ° în raport cu ecliptica.